# Queensberry
Queensberry – niemiecki girlsband popowy założony w 2008 roku.

## Kariera
Grupa uformowała się w trakcie siódmego sezonu niemieckiej wersji międzynarodowego programu Popstars - Just 4 Girls. Wcześniejsze edycje programu wylansowały m.in. No Angels, Monrose w Niemczech, Girls Aloud w Wielkiej Brytanii czy Matta Pokorę we Francji. Zespół tworzą cztery wokalistki: Leonore 'Leo' Bartsch, Gabriella 'Gabby' De Almeida Rinne, Antonella 'Anto' Trapani oraz Victoria 'Vicky' Ulbrich. Leo brała już udział w „Popstars” dwa lata wcześniej i była ostatnią kandydatką, która nie została wzięta do finału, podczas którego został skompletowany Monrose.. W 2010 roku zespół postanowiły opuścić Antonella i Victoria a na ich miejscu pojawiły się Ronja Hilbig i Selina Herrero.
Debiutancki album grupy, zatytułowany Volume I, został wydany 12 grudnia 2008 roku w niemieckojęzycznej Europie, a poprzedziło go wydanie promocyjnego singla - coveru piosenki „No Smoke” kanadyjskiej wokalistki Evy Avili, zwyciężczyni jednej z kanadyjskich edycji programu Idol. Pierwszy singel z albumu został wydany 20 lutego 2009 roku, a teledysk do utworu został wyemitowany 31 stycznia na kanale VIVA. W lutym 2009 roku grupa grała jako support zespołu The Pussycat Dolls w wybranych krajach Europy.
Od 2010 roku zespół jest częstym gościem popularnego teleturnieju „Jaka to melodia?”, w którym wykonuje swoje największe przeboje.

## Dyskografia

### Albumy
| Rok                                                                 | Tytuł                                                                                       | Najwyższa pozycja w notowaniu | Najwyższa pozycja w notowaniu | Najwyższa pozycja w notowaniu | Najwyższa pozycja w notowaniu | Najwyższa pozycja w notowaniu | Najwyższa pozycja w notowaniu | Wyróżnienia i sprzedaż                                                 |
| Rok                                                                 | Tytuł                                                                                       | GER                           | AUT                           | SWI                           | POL                           | EU                            | US                            | Wyróżnienia i sprzedaż                                                 |
| ------------------------------------------------------------------- | ------------------------------------------------------------------------------------------- | ----------------------------- | ----------------------------- | ----------------------------- | ----------------------------- | ----------------------------- | ----------------------------- | ---------------------------------------------------------------------- |
| 2008                                                                | Volume I - Wydany: 12 grudnia 2008 - Wytwórnia: Warner Music - Format: CD, digital download | 6                             | 3                             | 12                            | 59                            | 31                            | —                             | - GER: Gold (100.000+) - AUT: Platinum (20.000+) - SWI: Gold (15,000+) |
| 2009                                                                | On My Own - Wydany: 6 listopada 2009 - Wytwórnia: Warner Music                              | 13                            | 26                            | 49                            | —                             | 64                            | 168                           |                                                                        |
| „—” oznacza wydania nie notowane lub brak wydania w danym państwie. |                                                                                             |                               |                               |                               |                               |                               |                               |                                                                        |

### Single
| Rok  | Tytuł                        | Najwyższa pozycja w notowaniu | Najwyższa pozycja w notowaniu | Najwyższa pozycja w notowaniu | Najwyższa pozycja w notowaniu | Najwyższa pozycja w notowaniu | Album      |
| Rok  | Tytuł                        | POL                           | GER                           | AUT                           | SWI                           | EUR                           | Album      |
| ---- | ---------------------------- | ----------------------------- | ----------------------------- | ----------------------------- | ----------------------------- | ----------------------------- | ---------- |
| 2008 | „I Believe in X-Mas”         | —                             | 14                            | 13                            | 45                            | 53                            | Volume One |
| 2008 | „No Smoke”                   | —                             | 17                            | 16                            | 22                            | 109                           | Volume One |
| 2009 | „I Can't Stop Feeling”       | —                             | 23                            | 54                            | 87                            | 125                           | Volume One |
| 2009 | „Too Young”                  | —                             | 5                             | 12                            | 23                            | 25                            | On My Own  |
| 2009 | „Hello (Turn Your Radio On)” | 2                             | 4                             | 12                            | 29                            | 16                            | On My Own  |
| 2009 | „The Song”                   | —                             | 53                            | —                             | —                             | —                             | On My Own  |

## Teledyski
| Rok  | Utwór                  |
| ---- | ---------------------- |
| 2008 | „No Smoke”             |
| 2009 | „I Can't Stop Feeling” |
| 2009 | „Too Young”            |
| 2009 | „The Song”             |